# Miguel da Anunciação
Miguel da Anunciação ou conforme era baptizado Miguel Carlos da Cunha (São José (Lisboa), 18 de fevereiro de 1703 - Santa Maria de Semide, 29 de agosto de 1779), agostiniano, bispo de Coimbra e 16.º conde de Arganil (1740 - 1779),

## Biografia
De origem nobre, D. Frei Miguel da Anunciação era filho de Tristão da Cunha e Ataíde, 1.º Conde de Povolide, e de sua mulher Arcângela Maria de Vilhena, filha de Miguel Carlos de Távora e de sua mulher Maria Caetana da Cunha, 2.ª Condessa de São Vicente.
Foi porcionista do Real Colégio de São Paulo e frequentou Cânones na Universidade, tendo obtido o grau de doutor em 2 de julho de 1725. Mas depois resolveu entrar para o Mosteiro de Santa Cruz de Coimbra, tendo recebido o hábito a 26 de abril de 1728, sendo em 1737 eleito geral ou prior da congregação.
Passados dois anos, em 1739, era apresentado no bispado de Coimbra por D. João V, recebendo a sagração episcopal em Santa Cruz no dia 9 de abril de 1741.
Na posse da sua diocese a partir de 1741, escreveu, em 8 de novembro de 1768, uma carta pastoral que foi muito polémica onde indicava aos seus diocesanos as certas obras de que se deviam abster de ler por transmitirem ideias revolucionárias francesas contrárias à Doutrina da Igreja Católica. Assim como uma outra onde se opunha às touradas como forma de festejarem os santos padroeiros das suas freguesias.
Durante esse tempo do rei D. José e do governo do Marquês de Pombal este bispo sob o pretexto da suas intransigências foi encerrado na prisão sem acusação nem julgamento, mas, na verdade tudo decorreu durante o processo que recaiu sobre a família Távora, da qual ele fazia parte, e cuja perseguição só acabou após nove anos, com a morte do monarca e a demissão do segundo. No entanto, mesmo antes, a 21 de fevereiro de 1777, três dias antes de morrer e talvez por "peso na consciência", o rei escreveu por seu próprio punho uma ordem em que perdoava ao prelado e autorizava a sua libertação.
A 7 de Julho seguinte a nova rainha D. Maria I dirigiu a D. Miguel uma carta muito honrosa.
A entrada solene em Coimbra teve lugar no dia 22 de agosto de 1777 e se via de novo na diocese que Bento XIV lhe atribuíra e que agora o papa Pio VI confirmava.
Foi também fundador e benfeitor do Seminário Maior da Sagrada Família de Coimbra assim como foi o criador da Academia Litúrgica do Mosteiro de Santa Cruz.
Veio a falecer no convento de Semide em 29 de agosto de 1779, e depois de transladado, jaz sepultado em campa térrea, com as suas armas, na nave da igreja de Santa Cruz de Coimbra, ao lado da Epístola.